# Ünnep (Zséda-album)
Az Ünnep a magyar énekesnő Zséda harmadik nagylemeze. Az album megjelenésére 2005. november 11-én került sor a Magneoton lemezkiadó gondozásában.

## Számlista
| Standard kiadás | Standard kiadás                                               | Standard kiadás                                  | Standard kiadás | Standard kiadás | Standard kiadás | Standard kiadás | Standard kiadás | Standard kiadás | Standard kiadás |
| #               | Cím                                                           | Szerző(k)                                        | Hossz           |                 |                 |                 |                 |                 |                 |
| --------------- | ------------------------------------------------------------- | ------------------------------------------------ | --------------- | --------------- | --------------- | --------------- | --------------- | --------------- | --------------- |
| 1.              | "Ha egy csillag sem ég..."                                    | Valla Attila · Rakonczai Viktor                  | 4:42            |                 |                 |                 |                 |                 |                 |
| 2.              | "A szürke patás"                                              | Orbán Tamás · Rakonczai Viktor                   | 4:20            |                 |                 |                 |                 |                 |                 |
| 3.              | "Téli rege"                                                   | Rakonczai Viktor - Sejben Győző                  | 2:55            |                 |                 |                 |                 |                 |                 |
| 4.              | "Téged!"                                                      | Rakonczai Viktor                                 | 5:28            |                 |                 |                 |                 |                 |                 |
| 5.              | "Túl a fények városán"                                        | Létray Ákos · Rakonczai Viktor                   | 3:18            |                 |                 |                 |                 |                 |                 |
| 6.              | "Szánkózás"                                                   | Miklós Tibor · Rakonczai Viktor                  | 3:32            |                 |                 |                 |                 |                 |                 |
| 7.              | "Volt és lesz"                                                | Rakonczai Viktor                                 | 3:48            |                 |                 |                 |                 |                 |                 |
| 8.              | "Száncsengő"                                                  | Rakonczai Viktor                                 | 4:19            |                 |                 |                 |                 |                 |                 |
| 9.              | "Karácsony"                                                   | Rakonczai Viktor                                 | 4:41            |                 |                 |                 |                 |                 |                 |
| 10.             | "Ha mindez csak egy álom..." (közreműködik a Bolyki Brothers) | Barrett Strong · Norman Whitfield · Miklós Tibor | 4:16            |                 |                 |                 |                 |                 |                 |
| 11.             | "A Tündérkirály"                                              | Rakonczai Viktor                                 | 1:30            |                 |                 |                 |                 |                 |                 |
| 42:55           |                                                               |                                                  |                 |                 |                 |                 |                 |                 |                 |